# Tie Roefs
Tie Roefs (Turnhout, 19 juli 1967) is een Belgisch politica voor Groen.

## Biografie
Roefs studeerde geschiedenis van de oudheid aan de KU Leuven en internationale betrekkingen en politieke wetenschappen aan de UCL.
Roefs heeft 3 kinderen en was voor ze gedeputeerde werd leerkracht in het toenmalige Sint-Jozefinstituut (huidig Heilig Hartinstituut Kessel-Lo ) te Leuven en actief in de Noord-Zuid-beweging.
In het onderwijs gaf Roefs les in het ASO, TSO en BSO van het Vlaamse onderwijs en in de lerarenopleiding.
In de Noord-Zuid-beweging werkte ze voor de NGO’s Vredeseilanden en 11.11.11. Als onafhankelijk experte deed ze onderzoek voor het ontwikkelingscentrum van de OESO en werkte ze voor het Directie Generaal Ontwikkelingssamenwerking van de Belgische Federale Overheid.
In 1994 was Roefs co-auteur van het boek ‘Wegwijs in het ontwikkelingsbeleid van de Europese Unie’, uitgegeven door het NCOS. Het resultaat van het studiewerk dat ze verrichtte voor het ontwikkelingscentrum van de OESO werd gepubliceerd.
Van 2008 tot 2012 was Roefs voorzitter van Groen Leuven. In 2012 was Roefs lijsttrekker voor de verkiezingen van de provincieraad in Vlaams-Brabant. Ze werd fractieleider van de Groenen in de provincieraad.
Van september 2014 tot december 2018 was Roefs gedeputeerde van Vlaams-Brabant voor Groen. Ze volgde Luc Robijns op.